# Connichi

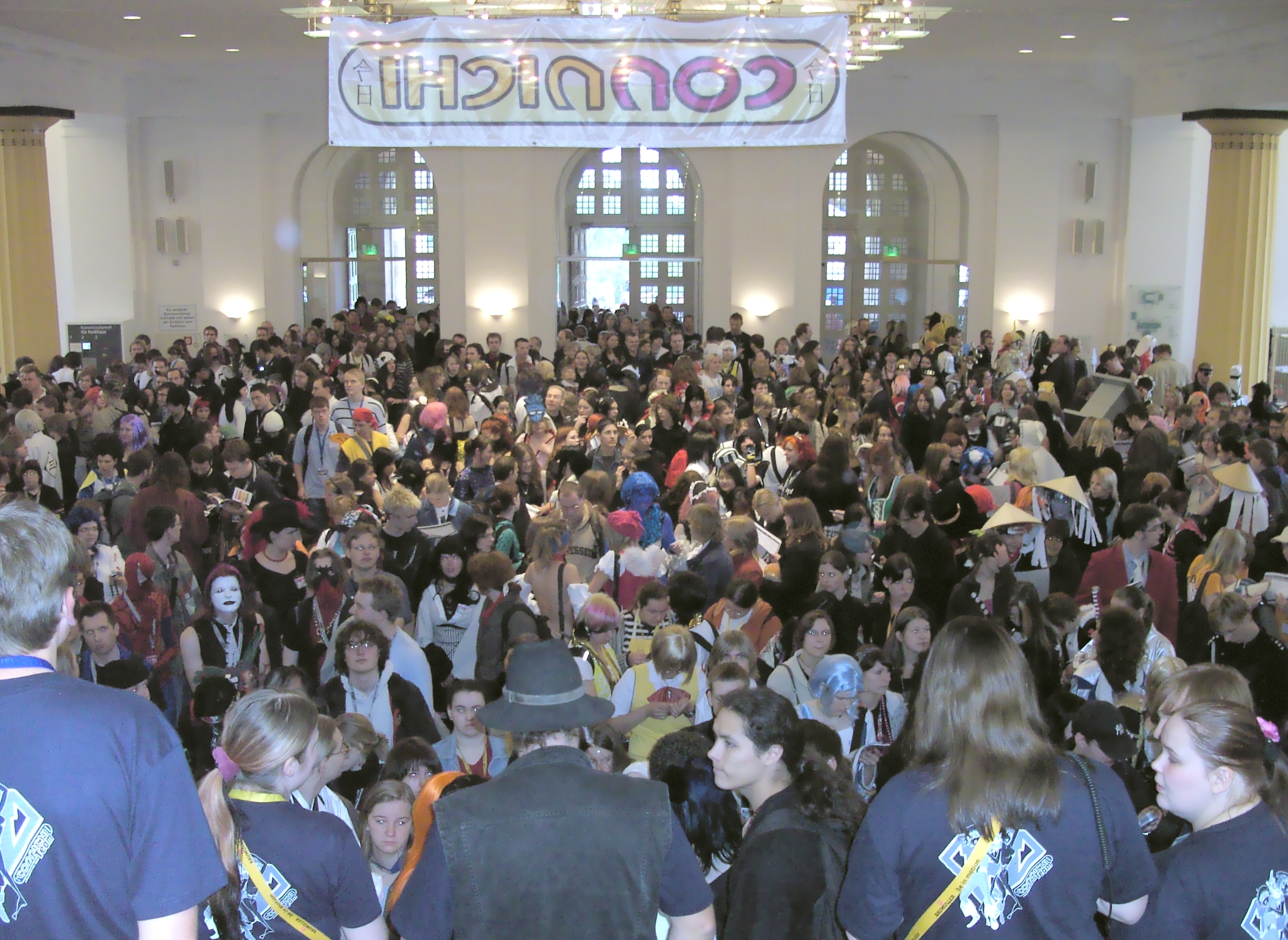

Connichi（コンニチ）は、年に一度ドイツ・ヘッセン州北部のカッセルにて、アニメ・マンガファンクラブAnimexx e.V.の主催による、日本のアニメ・マンガファンによる、ファンのために開催されるイベント。3日間行われ、ドイツ語圏では最大規模。2014年には「ドイツにおける日本文化の普及」に貢献があったとして、日本政府から外務大臣表彰を受賞した。
第1回は、2002年にルートヴィヒスハーフェンで開催。2003年からは、毎年9月にカッセル市の市民ホール（Kongress Palais）にて開催されている。なお、2023年からは同州の州都ヴィースバーデンに移転すると発表され、地元メディアは来場者や関係者の悲喜交交の反応を伝えた。
参加者は、年々増加傾向にあり、2002年は1,500人程度だったが、2006年に1万2,000人、2007年に1万3,500人を記録した。2008年度は1万4,300人。2010年は、1万5,500人だった。会場の収容能力に限界があり、入場者数は微増にとどまっていた。2012年以降は別館(Kolonnaden Saal)がオープンしたこともあり、入場者数はまた増加傾向にある。2014年は過去最高となる2万5,000人を記録した。（3日間、のべ人数）

## 概要
いわゆる北米におけるコンベンションの体裁を取り、各種イベントが会場内で平行して開催される。
コンテスト部門では、アニメ・ミュージック・ビデオ、コスプレ、同人誌、コンシューマゲーム、ラーメン早食い、などが審査される。2005年度より、世界コスプレサミットのドイツ代表選考会が開催される。ワークショップ部門では、マンガ教室、デジタルペイント教室、といったものから、茶道、書道、おりがみ、といった日本の文化を体験できる教室も開催される。
この他には、アニメの上映会、「Bring ＆ Buy」（フリーマーケット）、マンガ図書館、物販コーナー、碁やトレーディングカードの対戦スペースなどもある。
また会場内のメイン舞台では、ドイツ、日本、双方のアーティスト、ダンスチームによるショーも行われる。日本や、ドイツ国内から、ゲスト参加者が招待され、サイン会を行ったり、一般参加者とのディスカッションが催される。2005年度より、メインイベントと平行して、夜の部として、J-Rock-Discoが開催され、ヴィジュアル系やJ-Rockバンドによるライブが行われる。